# Tønnes Christian Bruun-Neergaard
Tønnes Christian Bruun-Neergaard (Svenstrup, 26 novembre 1776 - Paris, 14 janvier 1824) est un propriétaire terrien, mécène, minéralogiste et naturaliste amateur danois.

## Biographie
Tønnes Christian est le fils du conseiller d'État Jens Bruun-Neergaard (1742-1788), originaire de Svenstrup. Par sa mère, Henriette Caroline Elisabeth Baudissin, il reçut une éducation soignée, devint étudiant en 1795, chambellan à la Cour en 1800, et fut propriétaire pendant plusieurs années de deux domaines, Bonderup (en) et Merløsegård (da), puis, à partir de 1804, de celui de Hütten dans le Jutland méridional. En 1804, il épouse, à Vienne, Thérèse Louise Bernhardine, baronne de Monnagetha et Lerchenau. 
Neergaard passe une grande partie de sa vie à Paris et a voyagé dans les pays européens, dont l'Allemagne et l'Autriche (1797-1799), la France et l'Italie (1802), l'Espagne (1804), et enfin Saint-Pétersbourg. Il se fixe à Paris à partir de 1807.
Neergaard avait de nombreux intérêts scientifiques et artistiques ; en particulier, il a mené des études minéralogiques à travers ses voyages dans les Alpes avec le naturaliste Déodat Gratet de Dolomieu et plus tard en Espagne et en Italie avec des minéralogistes et des dessinateurs. Il fréquente les grands esprits et salons de son temps, par exemple Johann Gottfried Herder à Weimar et Madame Récamier à Paris ; il est accompagné d'artistes, par exemple François Gérard, Pierre Paul Prud'hon, Jacques-Louis David, Philibert-Louis Debucourt et Thomas-Charles Naudet.
Finalement, il amassa d'importantes collections, à la fois d'art et de minéraux. Par tout cela, il dépensa beaucoup plus d'argent qu'il ne recevait de rentes de son patrimoine. La publication en partie à ses frais de son Voyage pittoresque et historique du nord de l’Italie en deux volumes illustrés à partir de 1812 le ruina presque. Il dut se résoudre à vendre aux enchères sa collection de tableaux peu avant sa mort. 
Mécène, il finança entre autres le premier voyage de Christoffer Wilhelm Eckersberg (1810) et lui présenta David à Paris.
Membre de l'Académie royale suédoise des Beaux-Arts, il s'essaye à l'eau-forte, et en produit moins d'une dizaine.

## Publications
Neergaard publia surtout en langue française.
- Sur la situation des beaux arts en France ou Lettres d'un Danois à son ami (1801)
- Les loisirs d'un étranger à Paris (1802)
- De l'état actuel des états à Genève (1802)
- Efterretninger om Kunsten m. v. i Sverige i Minerva (1804)
- Lettre sur la galerie de Düsseldorf (1806)
- Notice sur Thomas-Charles Naudet, peintre de paysage (1811)
- Voyage pittoresque et historique du Nord de l'Italie (1812-20)
- Mes pensées (1813)